# Doktoren Woontoren 1
Doktoren Woontoren 1 is een 81 meter hoge toren in de Belgische stad Antwerpen met 156 appartementen verdeeld over 23 verdiepingen. Door de stedenbouwkundige oriëntatie en de F-vormige opbouw in de richting van het ZNA ziekenhuis, is deze toren een nieuw herkenningspunt geworden.
De bouw van de toren startte in mei 2019 en werd afgerond in september 2022, wat neerkomt op een bouwperiode van ruim drie jaar. De toren kenmerkt zich door een slanke onderbouw met uitpandige terrassen en een bredere bovenbouw met inpandige terrassen. Hierdoor heeft de toren een opvallend ontwerp dat doet denken aan een architecturale wimpel of een iconische naald bij het Kempisch dok. Bovenop de toren bevindt zich een dakterras met groenvoorzieningen dat toegankelijk is voor de bewoners.

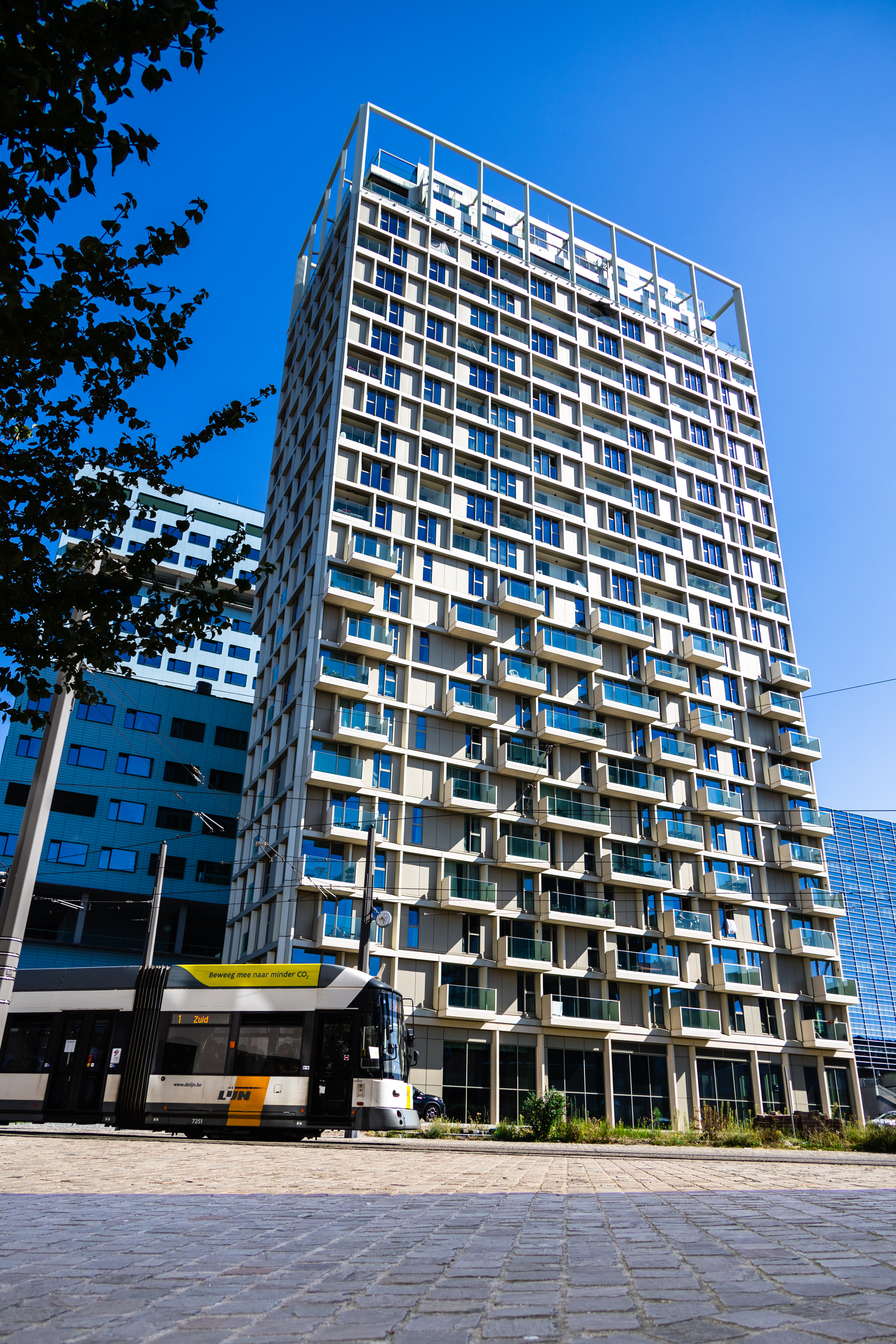
Doktoren Woontoren 1 met tram 1

## Ligging
Het gebouw bevindt zich tussen het kruispunt Italiëlei, Londenstraat, Noorderlaan en het Kempisch dok, nabij het Eilandje, Park Spoor Noord en de Dam.